# Половцов, Виктор Андреевич
Ви́ктор Андре́евич По́ловцов (11 [23] сентября 1803, Псковская губерния — 22 сентября [4 октября] 1866, Петергоф) — русский военный инженер, генерал-майор, писатель, филолог и педагог.

## Биография
Родился в дворянской семье Псковской губернии, статского советника Андрея Петровича (1774—1839) и Юлии-Шарлотты Яковлевны (1783—1880, урождённой Гиппиус — дочери английского пастора).
Первоначальное образование получил в частном пансионе. Затем окончил курс Главного инженерного училища (1819), откуда был выпущен подпоручиком в Санкт-Петербургскую инженерную команду. Находясь на службе по инженерному ведомству, преподавал русский язык в Инженерном училище с 1827 по 1834 год. Одновременно он преподавал русскую словесность в Школе гвардейских подпрапорщиков.
За важные картографические работы, исполненные им в 1827 году для франции, королём Карлом X, ему был пожалован кавалерский знак ордена Почётного Легиона. В 1835 году Виктор Андреевич был командирован за границу, для ознакомления с характером иностранных крепостных сооружений, посетив Германию, Нидерланды и Францию. Виктор Андреевич был педагогом по призванию, и поэтому в 1848 году стал деятельным сотрудником Я. И. Ростовцева в ведомстве военно-учебных заведений. При его участии были основаны Михайловский Воронежский и Орловский Бахтина кадетские корпуса. В обоих этих учебных заведениях, а также в Павловском корпусе в Петербурге он занимал в течение нескольких лет должность инспектора классов. Одновременно он преподавал в этих же учебных заведениях русский язык и словесность, сотрудничал с редактором журнала «Филологические записки» А. А. Хованским.
Недостаток в учебных руководствах по русскому языку побудил Виктора Андреевича специально заняться этим предметом. Постепенно он составил целый ряд учебников, получивших очень широкое распространение не только в военных, но и гражданских учебных заведениях. С 1852 года генерал-майор Половцов, состоял на службе в Министерстве государственных имуществ, по корпусу лесничих, в должности вице-инспектора VI-й лесной вице-инспекции.
Выйдя в отставку в 1860 году, он посвятил себя делу народного образования. Он был членом Комитета грамотности, а также основал в Петербурге семинарии для образования народных учительниц. Путешествовал по России, стараясь возбуждать интерес к народному образованию и учреждению новых школ. В самый разгар деятельности простудился и после непродолжительной болезни, скончался в пригороде Санкт-Петербурга, Петергофе. Похоронен в Ропше.

## Работы
Наибольшее распространение получила его «Русская грамматика для русских», составленная в 1832 году, под заглавием «Тетрадь русской грамматики для русских». Книга выдержала 17 изданий до 1857 года, причем постепенное изменение и усовершенствование «Русской грамматики» побудило автора издавать несколько раз «Своды двух изданий русской грамматики» (1-го и 5-го, 2-го и 6-го, 3-го и 7-го). Был напечатан «Краткий учебник русского языка и грамматики для русских», начинающийся пословицами, рассказами и вообще статьями для чтения, пересказывания, списывания и пр.
Для преподавателей были изданы: «Опыт руководства к изучению и преподаванию русской грамматики» (три издания) и «Краткие правила преподавания русского языка и грамматики» (пять изданий).
Кроме названных работ, Половцов издал книги:
- «Краткая летопись грамматической деятельности в России» (1847 г.),
- «Обзор устройства Орловского-Бахтина Корпуса»,
- «Курс скорописи» (восемь изданий),
- «Тетрадь скорописания»,
- «Чтение для малолетних детей»,
- «Сокращенный Робинзон» (1843 г.),
- «Странствования Телемака» (перевод Фенелона),
- «Первая тетрадь грамматики родного языка».

## Награды
- орден Св. Анны 3-й ст. (1827);
- орден Св. Владимира 4-й ст. (1838).
- французский — Почетного легиона (1828);

знак отличия «За 15 лет беспорочной службы» (1836), медаль «В память Отечественной войны 1812 года».